# Малий Митник
Ма́лий Митник — село в Україні, у Хмільницькій міській громаді Хмільницького району Вінницької області. Населення становить 467 осіб.

## Історія
12 червня 2020 року, відповідно до Розпорядження Кабінету Міністрів України № 707-р, «Про визначення адміністративних центрів та затвердження територій територіальних громад Вінницької області», увійшло до складу Хмільницької міської громади.
19 липня 2020 року, в результаті адміністративно-територіальної реформи і ліквідації колишнього Хмільницького району(1923-2020), село увійшло до складу новоутвореного Хмільницького району.

## Населення

### Мова
Розподіл населення за рідною мовою за даними перепису 2001 року:
| Мова       | Відсоток |
| ---------- | -------- |
| українська | 99,36%   |
| російська  | 0,43%    |
| румунська  | 0,21%    |

## Відомі люди
- Стукан Віктор Євграфович (нар. 18 червня 1960) — український скульптор, заслужений художник України. Почесний громадянин міста Хмільника та Хмільницького району.